# Lancia K
De Lancia K (vaak Kappa genoemd, naar de Griekse letter) is een model uit de hogere middenklasse die geproduceerd is van 1995 tot en met 2001. De auto werd gepresenteerd als opvolger van de succesvolle Lancia Thema. In eerste instantie was het model alleen verkrijgbaar als berlina (sedan), een jaar later kwamen daar de SW (stationwagon) en coupé bij. 
In 2002 lanceerde Lancia de opvolger van de K, de Thesis.

## Kenmerken
Het grootste verschil met z'n voorganger is het feit dat deze Lancia volledig in eigen beheer ontwikkeld is. Dat betekent dat er dus ook geen Fiat of Alfa Romeo versie van de K op de markt zouden komen (alhoewel de in 1999 geïntroduceerde Alfa Romeo 166 wel een aantal technieken met de K zou gaan delen). Ook werd het model wat hoger in de markt geplaatst. Dat betekende dat er geen viercilinder basismotor in de K zou komen, terwijl z'n voorganger dat nog wel had. Er werd overigens nog wel een viercilinder leverbaar in de K, alleen kreeg deze standaard een turbo, wat de motor een vermogen van 205 pk gaf.
Lancia leverde de 2.0 20v basismotor met twee verschillende handgeschakelde versnellingsbakken. De zogeheten 'Power Drive' had kortere overbrengingen voor een sportievere rijstijl, terwijl de 'Comfort Drive' juist langere overbrengingen heeft voor meer comfort en een lager verbruik.
Iedere K werd standaard geleverd met hout-look voor het dashboard en een zogeheten 'infocenter'. Het 'infocenter' geeft onder meer aan wanneer de auto onderhoud behoeft en geeft de werking aan van een aantal andere hoofdcomponenten van de auto. Op de duurdere uitvoeringen geeft dit systeem tevens de instellingen van de airco weer.
Vanaf de LS en LX uitvoeringen leverde Lancia 'Viscodrive'. Dit systeem zorgt via een viscokoppeling dat het aandrijfkoppel progressief over beide voorwielen wordt verdeeld. Dit zorgt voor meer grip op de weg. Dit systeem was standaard op de 2.0 Turbo en de V6. Op de 2.4 20v was het een optie.
Wat de K wel gemeen had met de Thema is dat de SW-uitvoering door Pininfarina getekend werd, alleen zou Lancia deze uitvoering nu zelf gaan bouwen, terwijl de Thema SW bij Pininfarina werd gebouwd. Lancia monteerde op iedere SW standaard 'Nivomat'-automatische niveauregeling. 
De in 1996 geïntroduceerde coupé werd echter niet in een Lancia-fabriek gebouwd, maar bij Carrozzeria Maggiora.

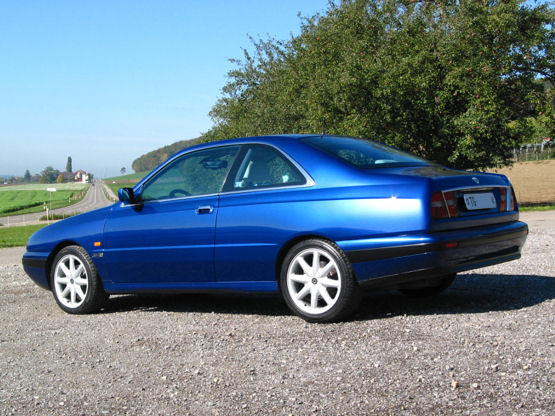
Lancia K coupé

### Motoren

#### Benzine
- 2.0 20v vijfcilinder - 145 pk (eventueel met viertrapsautomaat)
- 2.4 20v vijfcilinder - 175 pk
- 2.0 16v viercilinder Turbo - 205 pk
- 2.0 20v vijfcilinder Turbo - 220 pk
- 3.0 24v zescilinder - 204 pk (eveneens eventueel met viertrapsautomaat)

#### Diesel
- 2.4 TD 10v vijfcilinder - 124 pk

Deze diesel werd in 1998 vervangen door
- 2.4 JTD 10v vijfcilinder - 136 pk

In 1996 monteerde Lancia V.I.S. (Variable Intake System) op de 2.0 waardoor het vermogen naar 155 pk steeg.

### Uitvoeringen
- LE (standaard o.a.: ABS, elektrische ramen vóór/achter, centrale vergrendeling, infocenter, elektrisch verstelbare buitenspiegels en in hoogte verstelbare voorstoelen)
- LS (extra t.o.v. LE: 'Solarcontrolglas', automatische airconditioning, automatisch dimmende binnenspiegel, Viscodrive, mistlampen vóór, koplampsproeiers en elektrisch verwarmbaar/inklapbare buitenspiegels)
- LX (extra t.o.v. LS: Alcantarabekleding, lichtmetalen velgen met bredere banden en elektrisch verstel- en verwarmbare voorstoelen)

De LX uitvoering was uitsluitend te verkrijgen op de berlina.

## Facelift
In het jaar 1998 gaf Lancia de K een lichte facelift. Van buiten veranderde er niets, behalve dat voortaan de bumpers geheel in kleur werden uitgevoerd. Aan de binnenkant kreeg de K een nieuw met leder bekleed, stuurwiel, een vernieuwde middenarmsteun vóór inclusief opbergvak en vernieuwde materialen in het interieur. 
In het motorengamma maakte de 2.0 16v Turbo plaats voor een vijfcilinderturbomotor, die bijvoorbeeld ook al in de Coupé Fiat te vinden was. Het blok leverde iets meer pk, 220 om precies te zijn. Deze motor gaf de K een topsnelheid van 245 km/h. De 2.4 TD dieselmotor kreeg vanaf 1998 de beschikking over common-railtechniek en kreeg toen de benaming JTD mee. Deze 2.4 10v JTD leverde 136 pk en 304 Nm koppel. Tevens werd de K leverbaar met cruise control, satellietnavigatie, zij-airbags en Xenon-verlichting. 
Tot slot introduceerde Lancia een nieuwe adaptieve automaat, genaamd 'Comfortronic'.

## Kleuren en bekledingen

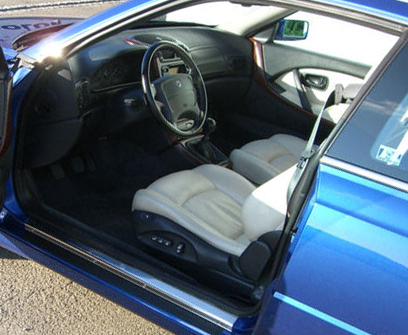
Het interieur van de K coupé

### Kleuren
Effen lak: 
- Verde York (groen)
- Blu Lancia (donkerblauw)

Metallic lak (optioneel):
- Golden White (champagne)
- Grigio Urano (zilvergrijs)
- Grigio Mercury (antraciet)
- Verde Plutone (groen)
- Blu Apollo (blauw)
- Viola Wild (aubergine)
- Black (zwart)

### Bekledingen
Lancia bood verschillende soorten bekledingen aan voor de K, namelijk:
- Velours (standaard op LE en LS)
- Alcantara (optioneel, standaard op LX)
- Business Class leder (optioneel)
- Poltrona Frau leder (optioneel)

De koper kon voor de bekleding kiezen uit een aantal kleuren, waaronder blauw, antraciet, bordeauxrood, groen en beige.

## Verkoopcijfers Nederland
| Jaar   | Aantal |
| ------ | ------ |
| 1995   | 758    |
| 1996   | 578    |
| 1997   | 541    |
| 1998   | 419    |
| 1999   | 315    |
| 2000   | 153    |
| 2001   | 39     |
| Totaal | 2803   |

In 2001 nam Lancia de K uit productie. In totaal produceerde het Italiaanse merk 104 752 berlina's, 9208 SW's en 3271 coupés. Daarmee was het model beduidend minder succesvol dan z'n voorganger, waarvan er meer dan 330.000 geproduceerd zijn. Het duurde nog tot 2002 voordat de K's vervanger, de Thesis, op de markt kwam. 
Huidige modellen:
Ypsilon
Recente modellen:
Dedra · 
Delta · 
Flavia · 
K · 
Lybra ·
Musa · 
Phedra ·
Prisma · 
Thema · 
Thesis · 
Trevi ·
Voyager - 
Y · 
Y10 · 
Z
Historische modellen na de Tweede Wereldoorlog:
2000 · 
Appia · 
Aurelia · 
Beta · 
D20 · 
D23 · 
D24 · 
D25 · 
D20 · 
Flaminia · 
Flavia · 
Fulvia · 
Gamma · 
Stratos
Historische modellen tijdens het Interbellum:
12 cil V · 
Aprilia · 
Ardea · 
Artena · 
Astura · 
Augusta · 
Dikappa · 
Dilambda · 
Kappa · 
Lambda · 
Trikappa
Historische modellen voor de Eerste Wereldoorlog:
Alfa · 
Beta 15/20HP · 
Dialfa · 
Didelta · 
Delta 20/30HP · 
Epsilon · 
Eta · 
Gamma 20HP · 
Theta · 
Zeta 12/15HP